# Phymasterna cyaneoguttata
Phymasterna cyaneoguttata là một loài bọ cánh cứng trong họ Cerambycidae.